# Sampi
Sampi (grčki srednji rod Σαμπῖ, veliko slovo Ͳ, malo ͳ) slovo je koje se nekada rabilo u grčkom alfabetu, za glas [sː] ispred [ks] i [ts]. Kasnije je ispalo iz uporabe u riječima, ali je ostalo kao broj 900. Grafički oblik korišten za broj je evoluirao u Ϡ, ϡ.
Standardi Unicode i HTML podržavaju obje verzije simbola sampi:
|                      | Unikod | Unikod                           | HTML     | HTML | izgled ovisi o pregledniku | poveznice (engl.)                |
| k. točka             | naziv  | kod                              | entitet  |      | izgled ovisi o pregledniku | poveznice (engl.)                |
| -------------------- | ------ | -------------------------------- | -------- | ---- | -------------------------- | -------------------------------- |
| Slovo sampi (veliko) | U+0372 | GREEK LETTER ARCHAIC SAMPI       | &#x0372; | nema | Ͳ                          | detaljni podaci test preglednika |
| Slovo sampi (malo)   | U+0373 | GREEK SMALL LETTER ARCHAIC SAMPI | &#x0373; | nema | ͳ                          | detaljni podaci test preglednika |
| Broj sampi (veliki)  | U+03E0 | GREEK LETTER SAMPI               | &#x03E0; | nema | Ϡ                          | detaljni podaci test preglednika |
| Broj sampi (mali)    | U+03E1 | GREEK SMALL LETTER SAMPI         | &#x03E1; | nema | ϡ                          | detaljni podaci test preglednika |

## Vanjske poveznice
- Opoudjis - Sampi